# Croghan (Nowy Jork)
Croghan – miasto w Stanach Zjednoczonych, w stanie Nowy Jork, w hrabstwie Lewis.